# Franska protektoratet Tunisien
Franska protektoratet Tunisien  (franska: Protectorat français de Tunisie; arabiska: الحماية الفرنسية في تونس Al-Himaïet Al-Fransiyeh fi Tounes) skapades 1881, under Kapplöpningen om Afrika, och varade fram till Tunisien utropades fullt oberoende 1956.
Tunisien hade tidigare varit en provins i Osmanska riket men hade starkt självstyre under bej Muhammad III as-Sadiq.
1877 förklarade Ryssland krig mot Osmanska riket. Ryssarnas vinst ledde till att Osmanska riket försvagades, vilket ledde till självständiga statsbildningar på Balkanhalvön samt internationella diskussioner om de osmanska Nordafrikaprovinsernas framtid.

## Andra världskriget

Karta över Fälttåget i Tunisien 1942–1943

Många tunisier uppskattade Frankrikes nederlag mot Tyskland i juni 1940,

## Självständighet

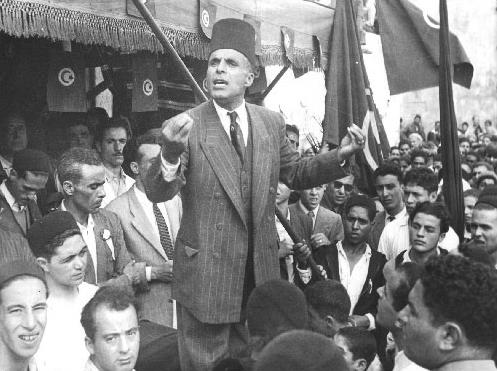
Habib Bourguiba talar i Bizerte 1952

Avkoloniseringen visade sig bli en långdragen och kontroversiell affär. I Tunisien krävde nationalisterna den avsatte bejens återkomst, samt reformer.

### Fotnoter
1. ↑  Perkins 2004, p. 105.
2. ↑  Aldrich 1996, p. 289.